# Машкан-шапир
Машкан-шапир (Телль Абу-Дувари) — древний город в Месопотамии на древнем русле Тигра, посвящённый богу Нергалу. Первое упоминание города приходится на эпоху правления Саргона Древнего (2334—2279 г. до н. э.). С начала 2 тысячелетия до н. э. — пограничный город царства Ларса. При царе Син-иддинаме сооружены городские укрепления. При Рим-Сине Машкан-шапир получает статус второй столицы государства Ларса. Около 1764 года до н. э. город завоёван Хаммурапи и присоединён к Вавилонскому царству. При Самсу-илуне (1749—1712 до н.э.) город покинут жителями.

## Географическое положение
Город расположен в Южной Месопотамии, на низком холме, возвышающемся на 2—5 метров над окружающей равниной. Он находится к востоку от Вавилона и к северу от Ниппура.

## Археологические исследования
Раскопки были начаты в 1987 году, после изучения этого района Робертом Маккормиком Адамсом, и велись под руководством Элизабет Стоун. Раскопки носили ограниченный характер. Также проводились поиски артефактов на поверхности земли и фотосъёмка с помощью воздушного змея. Исследования были прекращены в 1990 году после вторжения Ирака в Кувейт и начала войны в Персидском заливе. По результатам раскопок Элизабет Стоун и Пол Зимански в 2004 году издали книгу «Анатомия мессопотамского города: исследование и зондирование Машкан-шапира».

## История
Машкан-шапир возник как небольшое сельское поселение. Первые упоминания о нём найдены в корреспонденции из Ниппура, относящейся к эпохе царствования аккадского царя Саргона Древнего (2334—2279 г. до н.э.). Машкан-шапир несколько развился в эпоху Третьей династии Ура (XXI в. до н.э.), но всё ещё оставался второстепенным населённым пунктом, преимущественно выполняя роль центра овцеводческой области. С расцветом государств Исин
и Ларса в начале 2 тысячелетия до н. э., Машкан-шапир стал пограничным городом царства Ларса.
Вероятно, Ларса на время потеряла контроль над Машкан-шапиром, но снова захватила город при царе Нур-Ададе (1866—1850 до н.э.). В царствование его сына Син-иддинама (1850—1843 до н. э.) были построены или перестроены городские укрепления. Город был обнесён стеной, огородившей территорию 72 га, только часть которой была плотно заселена. Стена была посвящена богу Нергалу, который, вероятно, был верховным божеством Машкан-шапира. Машкан-шапир был разделён на части четырьмя главными каналами. В городе были обнаружены жилые и производственные районы, а также религиозный квартал. В производственных районах найдены свидетельства обработки меди, камня и гончарного производства. В религиозном квартале обнаружены платформы храмов, изготовленные из обожжённого и необожжённого кирпича, а также фрагменты терракотовых статуй львов, лошадей и людей, возможно, охранявших вход в храм. Огороженная территория на центральном холме на позднем этапе истории города использовалась как кладбище. Погребальные предметы, разбросанные по поверхности этой территории, включают погребальные сосуды, ювелирные украшения и оружие.
После правления Син-иддинама Ларса снова потеряла и снова отвоевала Машкан-шапир. Царь Ларсы Варад-Син (1835—1823 до н. э.) отстроил там храм, а в царствование его брата Рим-Сина (1823—1763 до н. э.) город достиг вершины своей значимости, получив статус второй столицы государства (первой столицей оставался город Ларса). Городом управлял Син-мубаллит, брат Рим-Сина. Машкан-шапир также служил базой для вавилонских дипломатических миссий в Ларсе в царствование вавилонского царя Хаммурапи (1793—1750 до н. э.).
В 1764 году до н. э. Хаммурапи в союзе с Мари напал на Ларсу. После осады, Машкан-шапир пал, а Хаммурапи продолжил завоевание Ларсы.
При Хаммурапи Машкан-шапир всё ещё оставался важным городом, но уже не имел такого значения, как при Рим-Сине. Позже город стал жертвой упадка Вавилонского царства при преемнике Хаммурапи Самсу-илуне (1750—1712 до н. э.). Он стал одним из многих южно-вавилонских городов, покинутых во время его правления.
Много столетий спустя парфяне основали на том же месте небольшой населённый пункт, просуществовавший с середины III века до н. э. до начала III века н. э.